# Эдисонада
Эдисонада — современный термин, введённый в 1993 году Джоном Клютом в его совместной с Питером Николсом Энциклопедии научной фантастики, для определения жанра литературных произведений, повествующих о выдающемся молодом изобретателе и его изобретениях. Жанр появился в викторианскую и эдвардианскую эпоху и достиг пика популярности на рубеже XIX—XX вв. Многие из таких произведений сейчас бы назвали научной фантастикой, другой схожий жанр — научные романы. Данный термин — эпоним, образованный от имени известного изобретателя Томаса Эдисона по примеру того, как робинзонада образована от Робинзон Крузо.

## История
Первоначально это бульварные романы, как правило, напечатанные на плохой бумаге и в большинстве своём обращённые к молодым людям. Формула эдисонады — результат увлечения техникой и технологией, который возник в конце 1800-х, это производная формулы Робинзонады.
Клют определяет это слово в своей книге:
Используемый здесь термин «эдисонада» — производное от имени Томаса Алвы Эдисона (1847—1931) по тому же принципу, как «робинзонада» образована от «Робинзон Крузо» — описывает произведения, в которых главный герой — молодой американский изобретатель, использующий свою изобретательность, чтобы выпутаться из передряг и, таким образом, спасти себя от иноземных угнетателей.
Он определяет его снова в статье о «The Plutonian Terror» Джека Уильямсона, написанного в 1933 году:
Это эдисонада, род научной фантастики, в которой отважный молодой изобретатель создаёт инструмент или оружие (или и то и другое) — который позволяет ему спасти девушку, свою нацию (Америку) или весь мир от некоторой угрозы, будь то иностранцы, злые учёные или инопланетяне — а затем получает девушку или богатеет.
Частая тема в эдисонадах — разведка малоизвестных, нетронутых уголков мира, что отражает современную им эпоху масштабной колонизации и исследований.

## Примеры
- Самым ранним примером этого жанра считается произведение для подростков «Паровой человек в прериях», автор Эдвард С. Эллис, 1868 года, его главный герой — вымышленный изобретатель Джонни Брейнерд[4].
- Серия книг о Фрэнке Риде, появившаяся в 1876 году, написанная Гарольдом Коэном (1854—1927) под псевдонимами Гарри Энтон и «Noname». Первая книга в серии — «Фрэнк Рид и его паровой человек с равнин». После четырёх книг серия была продолжена как приключения Фрэнка Рида мл. под авторством «Noname», за которым скрывался сверхплодовитый писатель литературы для мальчиков Луиса Сенареса[5].
- Серия книг о «Томе Эдисоне мл.» была опубликована Филипом Ридом в период между 1891 и 1892. Интересно, что сюжет книги «Электрический мула Тома Эдисона, или фыркающее чудо с равнин» (1892) является пародией на книги о Фрэнке Риде[6].
- Книги о Джеке Райте, написанные Луисом Сенаресом. Этот персонаж впервые появился в 1891 году и встречался в 121 произведении[5].
- Сам Томас Эдисон был главным героем книги Гарретта П. Сервисса Завоевание Марса Эдисоном (1898), которая продолжает книгу Борцы с Марса (в виде фэнтези о мести), являющейся самовольной переделкой Войны миров Уэллса. Ещё один реальный и известный изобретатель, Никола Тесла, появляется в произведении На Марс с Тесла, или тайна Скрытого мира[7].
- Пять произведений Роберта Т. Тумбса об Электрическом Бобе, опубликованные в 1893 году[8], они добавили нотку озорства и чудачества в этот жанр.[9].
- Оригинальная серия книг для юношества о Томе Свифте.
- Томас Эдисон появляется в комиксах о Джоне Хексе, Jonah Hex v2 #22 (2007). Главный злодей истории называет «Парового человека в прериях» как оказавшим на него влияние.